# فرنچتاون، شهرستان الدورادو، کالیفرنیا
فرنچتاون (به انگلیسی: Frenchtown) یک منطقهٔ مسکونی در ایالات متحده آمریکا است که در شهرستان ال دورادو، کالیفرنیا واقع شده‌است. فرنچتاون ۳۶۴ نفر جمعیت دارد و ۳۵۵ متر بالاتر از سطح دریا واقع شده‌است.